# Gyula Cseszneky
Gyula István graaf Cseszneky de Milvány et Csesznek ( Nagymajor, Hongarije, 1914 - Brazilië, ±1956 ) was een Hongaarse dichter, vertaler, politicus, en, als Julius I, woiwode van Pindos en Macedonië. In 1941, tijdens de Tweede Wereldoorlog, werd hij raadsman van Aimone van Aosta, die destijds koning Tomislav II van Kroatië van de Onafhankelijke Staat Kroatië was. In Kroatië werd hij graaf. 
In 1943 werd graaf Cseszneky, dankzij zijn invloedrijke Italiaanse vrienden en zijn familieleden op de Balkan, benoemd tot prins van de staat Vlach, door de Italiaanse collaborateur Alchiviad Diamandi, die het eerder regeerde onder de naam Alkibiades I. 
Prins Julius heerste slechts in naam en hij zocht contact met de geallieerde overheden. Zijn bedoeling was de territoriale autonomie voor Aromanianen en Megleno-Roemenen te verzekeren. In 1943, toen de Duitsers het gezag van de Italiaanse troepen overnamen, werd hij gedwongen om wegens zijn Joodse familierelaties af te treden, en werd gearresteerd door de Gestapo. Hij slaagde erin om naar Hongarije te ontsnappen, waar hij aan de redding van Joden deelnam. Na de oorlog ging hij met Aimone van Aosta naar Argentinië.